# Episodi di Joséphine, ange gardien (settima stagione)
Joséphine, ange gardien è una serie televisiva francese, andata in onda sinora per 19 stagioni. Qui sotto sono riportate le trame degli episodi della settima stagione della trasmissione, uscita in Francia nel 2003 e in Italia nel 2016.

## Episodio 20: L'apprendista
- Titolo originale: '
- Diretto da:
- Scritto da:

## Episodio 21: Una maestra per Marc
- Titolo originale: '
- Diretto da:
- Scritto da:

## Episodio 22: Il prezzo della bellezza
- Titolo originale: '
- Diretto da:
- Scritto da:

## Episodio 23: Una storia ingarbugliata
- Titolo originale: '
- Diretto da:
- Scritto da: